# Egglfing am Inn
Egglfing am Inn, offizielle Schreibweise Egglfing a.Inn, ist ein Ortsteil der Gemeinde Bad Füssing im niederbayerischen Landkreis Passau.

## Lage
Das Kirchdorf Egglfing liegt in der Pockinger Heide etwa 1,5 Kilometer südlich von Bad Füssing an der Staatsstraße 2110. Die davon abzweigende Staatsstraße 2117 überquert etwa einen Kilometer südöstlich den Inn und verbindet Egglfing mit dem am rechten Innufer gelegenen österreichischen Obernberg am Inn. Durch diese Lage profitiert Egglfing von dem Kurtourismus in Bad Füssing, wodurch sich in den vergangenen Jahrzehnten auch in Egglfing verschiedene Gastunterkünfte etabliert haben.

## Geschichte
Egglfing ist bereits im 8. Jahrhundert als domstiftlicher Besitz belegt. Es entwickelte sich aus einem Einödhof, als dessen erster Inhaber ein Freier mit dem Namen Ekiolf erwähnt wird. Dessen Söhne, die den Besitz erbten, wurden um 770 urkundlich als Ekiolfincus bezeichnet. Mit kleinen Unterbrechungen blieb Egglfing von der Schenkung im Jahr 781 an fast 1000 Jahre im Besitz des Hochstifts Passau. Es gehörte seit dem 13. Jahrhundert zur Hofmark Aigen am Inn, welche die Grundlage der Herrschaft Riedenburg bildete, die als hochstiftliche Enklave im Gebiet des Herzogtums bzw. Kurfürstentums Bayern lag. Von deren zwei Ämtern Aigen und Riedenburg war Egglfing dem Amt Riedenburg unterstellt.
Mit dem Frieden von Teschen 1779 kamen die östlich des Inn gelegenen Gebiete des Kurfürstentums Bayern als „Innviertel“ zu Österreich. Dies hatte auch Auswirkungen auf Egglfing, da der Untere Inn, der bis dahin in erster Linie ein Handelsweg innerhalb Bayerns gewesen war, damit zum Grenzfluss wurde und der Handel stark einbrach. Trotz vieler Bemühungen brachte erst der Reichsdeputationshauptschluss 1803 die Eingliederung der Herrschaft Riedenburg und damit auch Egglfings in Bayern.
In Bayern war Egglfing eine selbstständige Gemeinde, die sich mit dem Steuerdistrikt Egglfing deckte und seit 1838 zu dem neu geschaffenen Landgericht Rotthalmünster gehörte. Gemeindeteile waren Holzhäuser, Irching, Pichl, Thalham, Thierham und Wies.
In kirchlicher Hinsicht war Egglfing Filiale der Pfarrei Aigen am Inn. 1871 wurde die Expositur Egglfing errichtet.
Im Zuge der Gebietsreform in Bayern wurde am 1. April 1971 die Gemeinde Egglfing in die neue Großgemeinde Bad Füssing integriert.

## Sehenswürdigkeiten

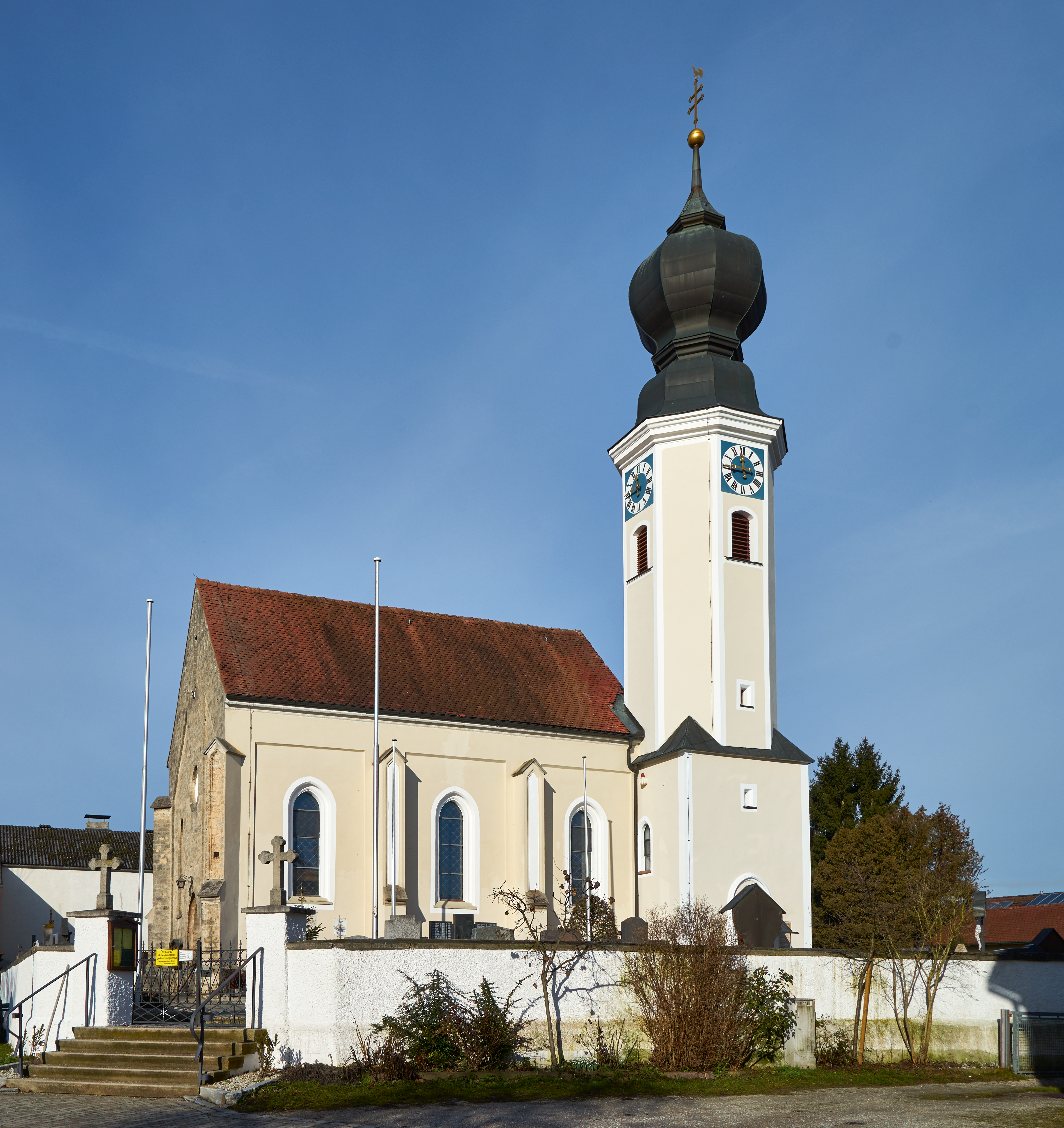
Expositurkirche St. Michael

Die spätgotische Expositurkirche St. Michael aus dem 15. Jahrhundert erhielt nach einem Sturmschaden im Sommer 1725 eine Turmkuppel. 1859 wurde die Kirche erweitert, 1978 die Kuppel mit einem Kupferblechdach versehen. Die Ausstattung ist neugotisch. Sie gehört mit den Kirchen in Aigen am Inn, Kirchham, Würding und Bad Füssing zum Pfarrverband Bad Füssing.
Das Kraftwerk Egglfing-Obernberg ist eines von fünf Staustufen am unteren Inn. Bereits 1908 gab es Überlegungen zum Bau einer Staustufe. Der Bau wurde 1941 begonnen, aufgrund von Verzögerungen während des Krieges konnte mit der Inbetriebnahme erst 1944 begonnen werden. Seit 1951 ist das gesamte Kraftwerk in Betrieb. 1983 wurden neue Turbinen verbaut, die alten Turbinen dienen als Ausstellungsstücke in der Umgebung. Seit 1998 läuft das Kraftwerk ohne Besatzung, es wird von einer Zentrale in Simbach aus gesteuert.

## Veränderungen im Ortsbild
Zur Vorbereitung auf eine Neugestaltung des Ortskerns wurde Ende 2023 das ehemalige Sparkassengebäude im Zentrum abgerissen. Dort wird ein neu gestalteter Dorfplatz eingerichtet. In diesem Zuge wird die Hauptstraße zu Zwecken der Verkehrsberuhigung verlegt, was zu einem größeren zusammenhängenden Platz führt. Aktuell ist deshalb die Ortsdurchfahrtsstraße voll gesperrt. Zugleich wird ein neuer, barrierefreier Zugang zum Friedhof gebaut. Eine Schranne für Veranstaltungen und Versammlungen soll ebenfalls entstehen. Der erste Bauabschnitt soll Ende November fertiggestellt werden.

## Bildung und Erziehung
- Bücherei Egglfing
- Kindergarten St. Marien

## Persönlichkeiten
- Hans Witt (1890–1974), Landrat